# Lijst van voetbalinterlands Hongarije - Wit-Rusland
Deze lijst van voetbalinterlands is een overzicht van alle officiële voetbalwedstrijden tussen de nationale teams van Hongarije en Wit-Rusland. De landen speelden tot op heden drie keer tegen elkaar. De eerste ontmoeting, een vriendschappelijke wedstrijd, werd gespeeld in Debrecen op 17 april 2002. Het laatste duel, eveneens een vriendschappelijke wedstrijd, vond plaats op 6 juni 2018 in Brest.

## Wedstrijden
| № | Plaats   | Datum           | Competitie        | Wedstrijd               | Uitslag |
| - | -------- | --------------- | ----------------- | ----------------------- | ------- |
| 1 | Debrecen | 17 april 2002   | Vriendschappelijk | Hongarije – Wit-Rusland | 2 – 5   |
| 2 | Belek    | 6 februari 2013 | Vriendschappelijk | Hongarije – Wit-Rusland | 1 – 1   |
| 3 | Brest    | 6 juni 2018     | Vriendschappelijk | Wit-Rusland – Hongarije | 1 – 1   |

## Samenvatting
| Competitie        | Totaal gespeeld | Winst Hongarije | Gelijk | Winst Wit-Rusland | Doelsaldo Hongarije – Wit-Rusland |
| ----------------- | --------------- | --------------- | ------ | ----------------- | --------------------------------- |
| Vriendschappelijk | 3               | 0               | 2      | 1                 | 4 − 7                             |
| Totaal            | 3               | 0               | 2      | 1                 | 4 − 7                             |

## Details

### Eerste ontmoeting
| Vriendschappelijk (Debrecen, Hongarije, 17 april 2002): |              | |
| Hongarije | 2 – 5        | Wit-Rusland |
| Krisztián Kenesei 13' Miklós Fehér 85' (pen.) | goals        | 21' Aleksandr Hleb 28' Vital Koetoezaw 31' Vital Koetoezaw 42' Aleksandr Khatskevich 74' Petr Kachuro |
| Imre Gellei | bondscoach   | Edoeard Malafejew |
| Gábor Király 46' László Bodnár 46' Tamás Juhár Gábor Gyepes 37' Krisztián Kenesei 46' Attila Kuttor Pál Dárdai Zoltán Gera 73' Péter Kabát 46' Krisztián Lisztes János Mátyus 46' | opstellingen | 81' Gennadi Tumilovich 70' Aleksandr Kulchiy Andrei Ostrovski Aleksandr Lukhvich Sergei Shtanyuk 76' Sergej Goerenko Aleksandr Khatskevich 80' Valentin Belkevich 78' Maxim Romashchenko 65' Aleksandr Hleb 46' Vital Koetoezaw |
| Norbert Tóth 37' Gábor Babos 46' Csaba Fehér 46' Miklós Fehér 46' Zoltán Böőr 46' Ákos Füzi 46' Gábor Korolovszky 73'                                                             | wissels      | 61' Petr Kachuro 65' Vladimir Shuneiko 70' Aleksandr Khrapkovski 76' Sergei Yaskovich 78' Vitali Volodenkov 80' Vladimir Korytko 81' Yuri Tsygalko                                                                              |
| Csaba Fehér 68' Norbert Tóth 86' | gele kaarten | 27' Aleksandr Khatskevich 64' Sergej Goerenko 90+1' Vitali Volodenkov |

### Tweede ontmoeting
| Vriendschappelijk (Belek, Turkije, 6 februari 2013): |              | |
| Hongarije | 1 – 1        | Wit-Rusland |
| Imre Szabics 32' | goals        | 58' Aljaksandr Valadzko |
| Sándor Egervári | bondscoach   | Heorhiy Kandratsyew |
| Ádám Bogdán Vilmos Vanczák Norbert Mészáros 65' Zsolt Korcsmár Tamás Kádár Tamás Hajnal Vladimir Koman 46' Balázs Dzsudzsák Ádám Pintér Gergely Rudolf 46' Imre Szabics 83' | opstellingen | Syarhey Vyeramko 46' Vital Trubila Yahor Filipenka Maksim Bardachow Dzmitry Verkhatsow Aljaksandr Martynovitsj Anton Putsila Renan Bressan 77' Sjarhey Kislyak 53' Aljaksandr Valadzko 78' Vital Radyyonaw |
| Ákos Elek 46' Tamás Koltai 46' Dániel Böde 65' Ádám Gyurcsó 83' | wissels      | 46' Syarhey Balanovitsj 53' Aljaksandr Valadzko 77' Andrej Khachaturan 78' Uladzimir Khvashchynski |
| Ákos Elek 49' | gele kaarten | 85' Maksim Bardachow |

MLSZ · A-internationals · Selecties · Bondscoaches · Hongaars vrouwenelftal · Olympisch elftal · Hongarije U21 · Hongarije U20 · Hongarije U19 · Hongarije U18 · Hongarije U17 · Hongarije U16
1902 – 1919 · 
1920 – 1929 · 
1930 – 1939 · 
1940 – 1949 · 
1950 – 1959 · 
1960 – 1969 · 
1970 – 1979 · 
1980 – 1989 · 
1990 – 1999 · 
2000 – 2009 · 
2010 – 2019 ·
2020 − 2029
EK's:
1964 · 
1972 · 
2016 ·
2020 ·
2024
WK's:
1934 · 
1938 · 
1954 · 
1958 · 
1962 · 
1966 · 
1978 · 
1982 · 
1986
OS:
1912 · 
1924 · 
1936 · 
1952 · 
1960 · 
1964 · 
1968 · 
1972 · 
1996
1902 · 
1903 · 
1904 · 
1905 · 
1906 · 
1907 · 
1908 · 
1909 · 
1910 · 
1911 · 
1912 · 
1913 · 
1914 · 
1915 · 
1916 · 
1917 · 
1918 · 
1919 · 
1920 · 
1921 · 
1922 · 
1923 · 
1924 · 
1925 · 
1926 · 
1927 · 
1928 · 
1929 · 
1930 · 
1931 · 
1932 · 
1933 · 
1934 · 
1935 · 
1936 · 
1937 · 
1938 · 
1939 · 
1940 · 
1941 · 
1942 · 
1943 · 
1944 · 
1945 · 
1946 · 
1947 · 
1948 · 
1949 · 
1950 · 
1952 · 
1952 · 
1953 · 
1954 · 
1955 · 
1956 · 
1957 · 
1958 · 
1959 · 
1960 · 
1961 · 
1962 · 
1963 · 
1964 · 
1965 · 
1966 · 
1967 · 
1968 · 
1969 · 
1970 · 
1971 · 
1972 · 
1973 · 
1974 · 
1975 · 
1976 · 
1977 · 
1978 · 
1979 · 
1980 · 
1981 · 
1982 · 
1983 · 
1984 · 
1985 · 
1986 · 
1987 · 
1988 · 
1989 · 
1990 · 
1991 · 
1992 · 
1993 · 
1994 · 
1995 · 
1996 · 
1997 · 
1998 · 
1999 · 
2000 · 
2001 · 
2002 · 
2003 · 
2004 · 
2005 · 
2006 · 
2007 · 
2008 · 
2009 · 
2010 · 
2011 · 
2012 · 
2013 · 
2014 · 
2015 ·
2016 ·
2017 ·
2018 ·
2019 ·
2020 ·
2021 ·
2022 ·
2023 ·
2024
Albanië ·
Algerije ·
Andorra · 
Antigua en Barbuda ·
Argentinië ·
Armenië ·
Australië ·
Azerbeidzjan ·
België ·
Bohemen ·
Bolivia ·
Bosnië en Herzegovina ·
Brazilië ·
Bulgarije ·
Canada ·
Chili ·
China ·
Colombia ·
Costa Rica ·
Cyprus ·
Denemarken ·
DDR ·
Duitsland ·
Egypte ·
El Salvador ·
Engeland ·
Estland ·
Faeröer ·
Finland ·
Frankrijk ·
Georgië ·
Griekenland ·
Ierland ·
IJsland ·
India ·
Iran ·
Israël ·
Italië ·
Ivoorkust ·
Japan ·
Joegoslavië ·
Jordanië ·
Kazachstan · 
Koeweit ·
Kosovo · 
Kroatië ·
Letland ·
Libanon ·
Liechtenstein ·
Litouwen ·
Luxemburg ·
Malta ·
Mexico ·
Moldavië ·
Montenegro ·
Nederland ·
Nederlands-Indië ·
Nieuw-Zeeland ·
Noord-Ierland ·
Noord-Macedonië ·
Noorwegen ·
Oekraïne ·
Oostenrijk ·
Paraguay ·
Peru ·
Polen ·
Portugal ·
Qatar ·
Roemenië ·
Rusland ·
San Marino ·
Saoedi-Arabië ·
Schotland ·
Servië ·
Slovenië ·
Slowakije ·
Sovjet-Unie ·
Spanje ·
Tsjechië ·
Tsjecho-Slowakije ·
Turkije ·
Uruguay ·
Verenigde Arabische Emiraten ·
Verenigde Staten ·
Verenigd Koninkrijk ·
Wales ·
Wit-Rusland ·
Zuid-Korea ·
Zweden ·
Zwitserland
Brazilië (1954) · 
Duitsland (2021) ·
Frankrijk (2021) · 
IJsland (2016) · 
Italië (1938) · 
Oostenrijk (2016) · 
Portugal (2021) · 
West-Duitsland (1954, 2)
BFF · A-internationals · Bondscoaches · Statistieken · Wit-Russisch vrouwenelftal · Olympisch elftal · W-Rusland U21 · W-Rusland U19 · W-Rusland U18 · W-Rusland U17 · W-Rusland U16
1990 – 1999 · 
2000 – 2009 · 
2010 – 2019 ·
2020 − 2029
1992 · 
1993 · 
1994 · 
1995 · 
1996 · 
1997 · 
1998 · 
1999 · 
2000 · 
2001 · 
2002 · 
2003 · 
2004 · 
2005 · 
2006 · 
2007 · 
2008 · 
2009 · 
2010 · 
2011 · 
2012 · 
2013 ·
2014 ·
2015 ·
2016 ·
2017 ·
2018 ·
2019 ·
2020 ·
2021 ·
2022 ·
2023
Albanië · 
Andorra · 
Argentinië · 
Armenië · 
Azerbeidzjan · 
Bahrein ·
België ·
Bosnië en Herzegovina · 
Bulgarije · 
Canada · 
Cyprus · 
Denemarken · 
Duitsland · 
Ecuador · 
Egypte · 
Engeland · 
Estland · 
Finland · 
Frankrijk · 
Gabon ·
Georgië · 
Griekenland · 
Hongarije · 
Honduras · 
Ierland ·
IJsland · 
India ·
Iran · 
Israël · 
Italië ·
Japan ·
Jordanië · 
Kazachstan ·
Kirgizië · 
Kosovo ·
Kroatië · 
Letland · 
Libië · 
Liechtenstein ·
Litouwen · 
Luxemburg · 
Malta · 
Mexico ·
Moldavië · 
Montenegro · 
Nederland · 
Nieuw-Zeeland ·
Noord-Ierland ·
Noord-Macedonië ·  
Noorwegen · 
Oekraïne · 
Oezbekistan · 
Oman · 
Oostenrijk · 
Peru · 
Polen · 
Roemenië · 
Rusland · 
San Marino · 
Saoedi-Arabië · 
Schotland · 
Slovenië · 
Slowakije · 
Spanje ·
Syrië ·
Tadzjikistan · 
Tsjechië · 
Tunesië · 
Turkije · 
Verenigde Arabische Emiraten · 
Wales · 
Zuid-Korea · 
Zweden · 
Zwitserland